# Station Sydenham (Noord-Ierland)
Station Sydenham  is een spoorwegstation in  de wijk Ballymisert in het oosten van de Noord-Ierse hoofdstad Belfast. Het station  ligt aan de lijn Belfast - Bangor, direct naast het kleinere van de twee vliegvelden van Belfast.